# Lewis Allen
Lewis Allen (Oakengates, 25 dicembre 1905 – Santa Monica, 3 maggio 2000) è stato un regista britannico.

## Biografia
Lewis Allen frequentò l'England's Tettenhall College per poi trascorrere diversi anni a Londra lavorando come stage-actor e regista.
Durante i primi anni della Seconda guerra mondiale, si spostò a New York dove continuò la sua carriera nel mondo dello spettacolo a Broadway, come responsabile esecutivo delle produzioni per il famoso impresario Gilbert Miller. In questo periodo co-diresse alcune delle produzioni (inclusa la famosa Victoria Regina con Helen Hayes e Vincent Price) prima di essere assunto a Hollywood da Buddy DeSylva, capo della Paramount Pictures.
Il suo esordio alla regia fu La casa sulla scogliera (1944), tratto dal romanzo best seller di Dorothy Macardle, una delle più belle e verosimili storie di fantasmi mai prodotta da uno studio americano. Il successo derivante dal film lo consacrò definitivamente, ma pochi dei suoi progetti successivi raggiunsero lo stesso successo; il sequel de La casa sulla scogliera, ossia il thriller Il fantasma (1945), sviluppato da un testo di Raymond Chandler, fu particolarmente deludente.
Successivamente la sua inclinazione cinematografica seguì la scuola di Alan Ladd, George Raft e Edward G. Robinson, dirigendo film di duri (tough-guy) dalle trame intricate come: Furia nel deserto (1947), Ultimatum a Chicago (1949) e Il cerchio di fuoco (1951).
Lavorando come indipendente nei primi anni cinquanta, Allen diresse il disastroso film biografico Rodolfo Valentino (1951) per la Columbia Pictures. Si riprese da questo insuccesso con la regia del thriller Gangsters in agguato (1954).
Durante gli anni cinquanta, Allen diresse anche una dozzina di episodi dell'antologia televisiva The Ethel Barrymore Theatre (1956), e in seguito fu regista di molti episodi di famose serie televisive come: La grande vallata (1965), Mission: Impossible (1967) e La casa nella prateria (1975).

## Filmografia parziale

### Cinema
- Freedom Comes High (1943)
- La casa sulla scogliera (The Uninvited) (1944)
- Our Hearts Were Young and Gay (1944)
- Scintille tra due cuori (Those Endearing Young Charms) (1945)
- Il fantasma (The Unseen) (1945)
- Un matrimonio ideale (The Perfect Marriage) (1947)
- La donna di quella notte (The Imperfect Lady) (1947)
- Furia nel deserto (Desert Fury) (1947)
- Amarti è la mia dannazione (So Evil My Love) (1948)
- Il verdetto (Sealed Verdict) (1948)
- Ultimatum a Chicago (Chicago Deadline) (1949)
- Rodolfo Valentino (Valentino) (1951)
- Il cerchio di fuoco (Appointment with Danger) (1951)
- I figli dei moschettieri (At Sword's Point) (1952)
- Gangsters in agguato (Suddenly) (1954)
- Spionaggio atomico (A Bullet for Joey) (1955)
- Voi assassini (Illegal) (1955)
- Estasi d'amore - Operazione Love (Another Time, Another Place) (1958)
- Whirlpool (1959)
- Decisione a mezzanotte (Decision at Midnight) (1963)

### Televisione
- Your Favorite Story – serie TV, 19 episodi (1953-1954)
- Meet Corliss Archer – serie TV, 9 episodi (1954-1955)
- The 20th Century-Fox Hour – serie TV, 14 episodi (1955-1957)
- Screen Directors Playhouse – serie TV, episodio 28 (1956)
- Telephone Time – serie TV, 7 episodi (1956-1957)
- I racconti del West (Zane Grey Theater) – serie TV, episodi 1x28-5x14 (1957-1961)
- The Rifleman – serie TV, 5 episodi (1959-1960)
- David Niven Show (The David Niven Show) – serie TV, 5 episodi (1959)
- Bonanza – serie TV, 42 episodi (1960-1973)
- The Barbara Stanwyck Show – serie TV, episodio 36 (1960)
- Route 66 – serie TV, episodio 1x14 (1961)
- The Dick Powell Show – serie TV, episodi 1x24-1x26 (1961)
- Il fuggiasco (The Fugitive) – serie TV, episodi 4x16-4x22 (1963)
- La legge di Burke (Burke's Law) – serie TV, 3 episodi (1963)
- Gli inafferrabili (The Rogues) – serie TV, 7 episodi (1965)
- Court Martial – serie TV, episodi 13-24 (1965)
- La grande vallata (The Big Valley) – serie TV, episodio 1x13 (1965)
- F.B.I. (The F.B.I.) – serie TV, 3 episodi (1965)
- Missione Impossibile (Mission: Impossible) – serie TV, 4 episodi (1967-1973)
- Gli invasori (The Invaders) – serie TV, episodi 2x15-3x3 (1967-1968)
- Paris 7000 – serie TV (1970)
- Dan August – serie TV, episodi 9-11 (1970)
- Cannon – serie TV, episodio 1x19 (1971)
- Griff – serie TV, episodi 10-12 (1973)
- La casa nella prateria (Little House on the Prairie) – serie TV, episodio 1x17 (1975)